# Cecilia Aldobrandeschi
Cecilia Aldobrandeschi (1415 – 1451), figlia di Guido I Aldobrandeschi, conte di Santa Fiora, e di Elisabetta Salimbeni, era l'unica erede della Contea e fu contessa dalla morte del padre (1438) alla sua stessa morte (1451).

## Biografia
Nata nel 1415, era l'unica erede del conte di Santa Fiora Guido I e di Elisabetta Salimbeni. Alla morte del padre, avvenuta nel 1438, divenne unica contessa sovrana della Contea di Santa Fiora.
Nel 1439 sposò Bosio I Sforza, figlio del condottiero Giacomo Attendolo detto Muzio.
Morì fra il 9 agosto 1450 e il 28 giugno 1451; il marito ereditò il titolo e la Contea, divenendo così il capostipite del ramo della famiglia Sforza dei conti di Santa Fiora, estintosi nel 1712, e di quello collaterale degli Sforza-Cesarini, duchi di Segni, tuttora esistente.

## Discendenza
Dall'unione con Bosio I nacquero due figli:
- Anastasia (3 settembre 1443[3]-?), andata in sposa a Braccio Baglioni di Perugia;
- Guido II (20 febbraio 1445[3]-1508), IX conte di Santa Fiora, il quale sposò Francesca Farnese.